# Polyura sinica
Polyura sinica är en fjärilsart som beskrevs av Charles Oberthür 1912. Polyura sinica ingår i släktet Polyura och familjen praktfjärilar. Inga underarter finns listade i Catalogue of Life.